# 徐特立故居
徐特立故居（じょとくりつこきょ）は、中華人民共和国の政治家徐特立の生家である。湖南省長沙市長沙県江背鎮特立村に位置する。敷地面積は1700m2。建築面積は581.7m2。

## 歴史
清の同治（1862年-1874年）年間、徐特立の祖父は旧居を建てました。
1988年、湖南省人民政府は故居を湖南省文物保護単位に認定した。2005年8月、長沙県人民政府は故居を修復し、国内外観光客に一般公開される。2013年、中華人民共和国国務院は故居を全国重点文物保護単位に認定した。